# Eric Arthur Rydgren
Eric Arthur Rydgren, född 18 april 1884 i Göteborg, död 1953, var en svensk-amerikansk målare.
Han var son till byggmästaren Johan Peter Andersson och Beata Andersdotter. Efter avslutade studier vid Valands målarskola i Göteborg utvandrade han 1900 till Amerika och bosatte sig i Santa Monica i Kalifornien. Han medverkade i ett antal amerikanska utställningar och var en regelbunden utställare i The Scandinavian-American Art Society of the Wests utställningar. Hans konst består huvudsakligen av landskapsmålningar. 